# Zelene, Verhnodniprovsk
Zelene (în ucraineană Зелене) este un sat în comuna Vodeane din raionul Verhnodniprovsk, regiunea Dnipropetrovsk, Ucraina.

## Demografie
Componența lingvistică a localității Zelene
     Ucraineană (94,87%)
     Rusă (5,13%)
Conform recensământului din 2001, majoritatea populației localității Zelene era vorbitoare de ucraineană (94,87%), existând în minoritate și vorbitori de rusă (5,13%).